# Alisha Newton
Alisha Newton, född 22 juli 2001 i Vancouver, är en kanadensisk skådespelare.
Aurelia har bland annat medverkat i TV-serierna Heartland (2012–2023) och Devil in Ohio från 2022. Hon har även medverkat i filmen Scorched Earth från 2018.

## Filmografi (i urval)
- 2012–2023: Heartland
- 2018: Scorched Earth
- 2022: Devil in Ohio
- 2023 – My Life with the Walter Boys (TV-serie)